# Liga 1 2007/08
Die Liga 1 2007/08 war die 70. Spielzeit in der Geschichte der höchsten rumänischen Fußballliga. Sie begann am 27. Juli 2007 und endete am 7. Mai 2008. Von Mitte Dezember bis Ende Februar ruhte der Spielbetrieb (Winterpause). Meister wurde CFR Cluj.

## Modus
Die Liga 1 spielte mit 18 Mannschaften. Die vier letztplatzierten Mannschaften stiegen in die Liga II ab, aus der vier Mannschaften aufstiegen (die beiden Erstplatzierten aus jeder der beiden Staffeln). Für einen Sieg gab es drei Punkte, für ein Remis einen Punkt und für eine Niederlage keine Punkte. Falls zwei oder mehr Mannschaften am Ende der Saison punktgleich waren, entschied nicht die Tordifferenz, sondern der direkte Vergleich.

## Teilnehmer
| Verein                    | Stadt        | Stadion                       | Kapazität |
| ------------------------- | ------------ | ----------------------------- | --------- |
| Steaua Bukarest           | Bukarest     | Ghencea-Stadion               | 27.063    |
| Dinamo Bukarest           | Bukarest     | Stadionul Dinamo              | 15.032    |
| Rapid Bukarest            | Bukarest     | Stadionul Giulești            | 19.100    |
| UTA Arad                  | Arad         | Stadionul Francisc von Neuman | 07.287    |
| Gloria Buzău              | Buzău        | Stadionul Municipal           | 12.000    |
| Gloria Bistrița           | Bistrița     | Gloria-Stadion                | 07.800    |
| Ceahlăul Piatra Neamț     | Piatra Neamț | Ceahlăul-Stadion              | 18.000    |
| CFR Cluj                  | Cluj-Napoca  | Dr.-C.-Rădulescu-Stadion      | 23.500    |
| Universitatea Cluj        | Cluj-Napoca  | Stadionul Ion Moina           | 28.000    |
| Farul Constanța           | Constanța    | Stadionul Farul               | 15.520    |
| Dacia Mioveni             | Mioveni      | Stadionul Orășenesc           | 10.000    |
| Oțelul Galați             | Galați       | Stadionul Oțelul              | 13.500    |
| Pandurii Târgu Jiu        | Târgu Jiu    | Stadionul Tudor Vladimirescu  | 09.200    |
| Politehnica Iași          | Iași         | Stadionul Emil Alexandrescu   | 10.390    |
| Politehnica AEK Timișoara | Timișoara    | Dan-Păltinișanu-Stadion       | 32.972    |
| Unirea Urziceni           | Urziceni     | Stadionul Concordia           | 07.000    |
| Universitatea Craiova     | Craiova      | Ion-Oblemenco-Stadion         | 27.915    |
| FC Vaslui                 | Craiova      | Stadionul Municipal           | 10.000    |

## Abschlusstabelle
| Pl. | Verein                   | Sp. | S  | U  | N  | Tore    | Diff. | Punkte |
| --- | ------------------------ | --- | -- | -- | -- | ------- | ----- | ------ |
| 1.  | CFR Cluj                 | 34  | 23 | 7  | 4  | 052:220 | +30   | 76     |
| 2.  | Steaua Bukarest          | 34  | 23 | 6  | 5  | 051:190 | +32   | 75     |
| 3.  | Rapid Bukarest (P)       | 34  | 18 | 7  | 9  | 052:310 | +21   | 61     |
| 4.  | Dinamo Bukarest (M)      | 34  | 17 | 10 | 7  | 055:360 | +19   | 61     |
| 5.  | Unirea Urziceni          | 34  | 16 | 13 | 5  | 042:240 | +18   | 61     |
| 6.  | Politehnica Timișoara    | 34  | 16 | 9  | 9  | 057:440 | +13   | 57     |
| 7.  | FC Vaslui                | 34  | 14 | 5  | 15 | 048:480 | ±0    | 47     |
| 8.  | Oțelul Galați            | 34  | 11 | 12 | 11 | 042:350 | +7    | 45     |
| 9.  | FC Universitatea Craiova | 34  | 12 | 7  | 15 | 042:480 | −6    | 43     |
| 10. | Gloria Bistrița          | 34  | 11 | 9  | 14 | 034:400 | −6    | 42     |
| 11. | Politehnica Iași         | 34  | 11 | 8  | 15 | 037:410 | −4    | 41     |
| 12. | Pandurii Târgu Jiu       | 34  | 11 | 7  | 16 | 036:430 | −7    | 40     |
| 13. | Farul Constanța          | 34  | 10 | 10 | 14 | 025:380 | −13   | 40     |
| 14. | Gloria Buzău (N)         | 34  | 10 | 7  | 17 | 030:560 | −26   | 37     |
| 15. | Ceahlăul Piatra Neamț    | 34  | 10 | 6  | 18 | 033:460 | −13   | 36     |
| 16. | Dacia Mioveni (N)        | 34  | 7  | 10 | 17 | 026:430 | −17   | 31     |
| 17. | UTA Arad                 | 34  | 6  | 8  | 20 | 030:520 | −22   | 26     |
| 18. | Universitatea Cluj (N)   | 34  | 4  | 11 | 19 | 032:580 | −26   | 23     |

Platzierungskriterien: 1. Punkte – 2. Direkter Vergleich (Punkte, Tordifferenz, geschossene Tore) – 3. Tordifferenz – 4. geschossene Tore

| (M) | Meister der Vorsaison                 |
| (P) | Pokalsieger der Vorsaison             |
| (N) | Neuaufsteiger aus der Liga II 2006/07 |

## Kreuztabelle
| 2007/08                  | CFR Cluj | Steaua Bukarest | RAP | DIN | URZ | TIM | VAS   | OȚE | UNI | Gloria Bistrița | POL | PAN | Farul Constanța | Gloria Buzău | Ceahlăul Piatra Neamț | MIO | UTA Arad | Universitatea Cluj |
| CFR Cluj                 |          | 0:0             | 1:0 | 1:1 | 2:0 | 2:2 | 1:0   | 3:1 | 4:1 | 1:0             | 2:1 | 1:2 | 2:1             | 2:0          | 2:1                   | 1:0 | 2:0      | 2:0                |
| Steaua Bukarest          | 3:1      |                 | 0:0 | 1:0 | 1:0 | 1:1 | 1:0   | 3:1 | 1:0 | 1:0             | 1:0 | 0:0 | 3:0             | 5:0          | 2:1                   | 2:0 | 2:1      | 4:0                |
| Rapid Bukarest           | 1:2      | 0:3 1           |     | 1:2 | 1:1 | 0:1 | 2:1   | 4:2 | 2:0 | 2:2             | 3:0 | 1:0 | 2:0             | 0:0          | 5:1                   | 3:0 | 2:3      | 1:2                |
| Dinamo Bukarest          | 1:2      | 2:1             | 0:2 |     | 1:1 | 1:1 | 0:2   | 6:1 | 4:4 | 0:1             | 2:1 | 1:2 | 0:0             | 2:0          | 2:1                   | 1:1 | 3:1      | 2:1                |
| Unirea Urziceni          | 1:1      | 1:0             | 0:1 | 0:0 |     | 4:1 | 2:0   | 0:0 | 2:2 | 2:0             | 1:0 | 1:0 | 0:0             | 2:0          | 2:0                   | 0:2 | 1:0      | 3:2                |
| Politehnica Timișoara    | 1:0      | 2:0             | 1:1 | 1:1 | 0:0 |     | 2:1   | 4:1 | 1:3 | 3:1             | 3:1 | 3:1 | 4:1             | 1:0          | 3:2                   | 1:2 | 2:0      | 3:0                |
| FC Vaslui                | 0:2      | 0:1             | 2:4 | 2:1 | 1:1 | 3:0 |       | 2:0 | 2:0 | 2:0             | 0:0 | 1:0 | 1:1             | 4:1          | 0:1                   | 3:0 | 2:2      | 0:0                |
| Oțelul Galați            | 0:1      | 0:1             | 0:1 | 0:1 | 3:2 | 3:1 | 0:3 2 |     | 2:1 | 2:0             | 0:0 | 3:1 | 2:0             | 2:3          | 4:1                   | 3:1 | 2:1      | 2:1                |
| FC Universitatea Craiova | 1:3      | 1:2             | 1:1 | 1:1 | 0:1 | 2:1 | 2:1   | 1:1 |     | 1:1             | 2:1 | 1:0 | 4:0             | 3:1          | 3:2                   | 1:0 | 0:1      | 1:1                |
| Gloria Bistrița          | 2:2      | 1:3             | 1:2 | 1:1 | 2:2 | 0:0 | 0:0   | 2:1 | 0:1 |                 | 2:0 | 3:1 | 1:0             | 3:2          | 0:1                   | 1:0 | 2:1      | 2:0                |
| Politehnica Iași         | 1:0      | 2:1             | 0:2 | 2:5 | 2:3 | 2:1 | 0:1   | 2:2 | 2:1 | 2:0             |     | 1:0 | 1:1             | 3:0          | 1:0                   | 1:0 | 4:1      | 3:0                |
| Pandurii Târgu Jiu       | 0:1      | 0:1             | 1:3 | 0:1 | 1:1 | 1:3 | 1:1   | 1:0 | 2:0 | 1:3             | 1:0 |     | 0:1             | 3:0          | 1:0                   | 1:0 | 2:1      | 2:2                |
| Farul Constanța          | 0:2      | 0:1             | 0:0 | 0:1 | 0:1 | 1:1 | 2:1   | 0:2 | 3:1 | 1:0             | 1:1 | 1:2 |                 | 0:0          | 2:0                   | 1:1 | 1:0      | 0:0                |
| Gloria Buzău             | 1:2      | 1:1             | 1:0 | 1:2 | 0:0 | 2:1 | 1:1   | 0:4 | 1:0 | 1:0             | 1:1 | 1:3 | 1:0             |              | 4:1                   | 0:1 | 1:0      | 3:2                |
| Ceahlăul Piatra Neamț    | 0:0      | 0:1             | 0:1 | 0:3 | 0:0 | 2:1 | 1:1   | 0:1 | 1:0 | 2:0             | 1:0 | 2:1 | 0:1             | 4:0          |                       | 1:1 | 1:1      | 3:0                |
| Dacia Mioveni            | 0:0      | 1:2             | 1:2 | 1:2 | 0:3 | 2:2 | 2:2   | 1:0 | 1:2 | 0:0             | 2:1 | 1:1 | 2:3             | 0:0          | 2:1                   |     | 0:1      | 1:0                |
| UTA Arad                 | 0:3      | 1:1             | 1:0 | 1:3 | 1:2 | 2:3 | 1:1   | 0:1 | 0:1 | 0:1             | 0:0 | 3:3 | 0:1             | 2:1          | 0:1                   | 1:0 |          | 1:1                |
| Universitatea Cluj       | 0:1      | 2:1             | 1:2 | 1:2 | 0:2 | 1:2 | 2:3   | 2:1 | 2:0 | 2:2             | 1:1 | 1:1 | 1:2             | 1:2          | 1:1                   | 0:0 | 2:2      |                    |

## Nach der Saison
- 1. – CFR Cluj – Meister und Teilnehmer an der UEFA Champions League 2008/09
- 2. – Steaua Bukarest – Teilnehmer an der UEFA Champions League 2008/09
- 3. – Rapid Bukarest – Teilnehmer am UEFA-Pokal 2008/09
- 4. – Dinamo Bukarest – Teilnehmer am UEFA-Pokal 2008/09
- 5. – Unirea Urziceni – Teilnehmer am UEFA-Pokal 2008/09
- 6. – Politehnica Timișoara – Teilnehmer am UEFA-Pokal 2008/09
- 7. – FC Vaslui – Teilnehmer am UEFA Intertoto Cup 2008
- CFR Cluj – Pokalsieger

### Absteiger in die Liga II
Ceahlăul Piatra Neamț, Dacia Mioveni, UTA Arad, Universitatea Cluj

### Aufsteiger in die Liga 1
FC Brașov, FC Argeș Pitești, CS Otopeni, Gaz Metan Mediaș

## Die Meistermannschaft des CFR Cluj
| 1.       | CFR Cluj |
| -------- | --- |
| CFR Cluj | - Tor: Nuno Claro (15/-), Lars Hirschfeld (5/-), Eduard Stăncioiu (15/-) - Abwehr: Cadú (30/4), Mikael Dorsin (8/1), Fredy (1/-), André Galiassi (27/-), Cristian Panin (28/1), Niklas Sandberg (10/1), Tony (32/1), Manuel José Vieira (20/-) - Mittelfeld: Emmanuel Culio (32/1), Dani (29/1), Ciprian Deac (10/-), Sebastián Dubarbier (15/3), André Leão (15/-), Alin Minteuan (18/-), Gabriel Mureșan (22/-), Sixto Peralta (8/-), Eugen Trică (30/13) - Sturm: Adrian Anca (5/-), Didi (18/7), Cristian Fabbiani (28/11), Ibezito Ogbonna (2/-), Diego Ruiz (13/2), António Semedo (33/6) - Trainer: Ioan Andone |

* Amoreirinha (2/-), Nicolás Canales (1/-) und Pedro Oliveira (1/-) haben den Verein während der Saison verlassen.

## Torschützenliste
| Pl. | Name              | Verein                | Tore |
| --- | ----------------- | --------------------- | ---- |
| 1.  | Ionel Dănciulescu | Dinamo Bukarest       | 21   |
| 2.  | Emil Jula         | Oțelul Galați         | 17   |
| 3.  | Gheorghe Bucur    | Politehnica Timișoara | 16   |
| 3.  | Marko Ljubinković | FC Vaslui             | 16   |
| 5.  | Florin Bratu      | Dinamo Bukarest       | 14   |
| 5.  | Florin Costea     | Universitatea Craiova | 14   |
| 7.  | Eugen Trică       | CFR Cluj              | 13   |
| 8.  | Cristian Coroian  | Gloria Bistrița       | 11   |
| 8.  | Cristian Fabbiani | CFR Cluj              | 11   |